# Odilon (Jerom)
Odilon is een van hoofdfiguren uit de stripreeks Jerom, een spin-off van de stripreeks Suske en Wiske. Odilon speelt een belangrijke rol in de Groene Reeks (De Gouden Stuntman). 
Odilon wordt geïntroduceerd in 1968, in De vuurberg van Itihat komt hij van een kostschool terug. Hij is vanaf dat moment het stuntelige hulpje van de Gouden Stuntman (Jerom). Net zoals Jerom draagt Odilon een Gouden Stuntmanpak. Odilon is het zoontje van president Arthur, de president van Morotari, en hij woont op de Morotari-burcht. Arthur heeft Jerom de opdracht gegeven zijn zoontje op te leiden als zijn opvolger.
Er zijn verschillende leden van Morotari. Ook Jerom, tante Sidonia en professor Barabas behoren tot de Morotari. Odilon is vaak erg onhandig en brengt Jerom en de andere leden van Morotari vaak in gevaar door zijn, vaak goedbedoelde, acties. 
Na de jarenlange opleiding bij Jerom is het in het album De tijmtrotter (1982) tijd om de rol van Gouden Stuntman over te nemen. Jerom heeft er nu vertrouwen in dat Odilon deze taak goed zal uitvoeren. Jerom neemt afscheid van de ridders van Morotari en krijgt als afscheidscadeau de tijmtrotter, waarmee hij door tijd en ruimte kan reizen, van professor Barabas mee.